# Inuyasha: Secret of the Divine Jewel
Inuyasha: Secret of the Divine Jewel, pubblicato in America del nord il 23 gennaio 2007 per Nintendo DS, è un videogioco di ruolo alla giapponese pubblicato dalla Namco/Bandai Games America, I

## STORIA
Janis è una studentessa trasferitasi dagli Stati Uniti, che vive in Giappone per la seconda volta (spiega come riesce a parlare subito giapponese). Innanzitutto fa uno strano sogno legato ai ricordi del passato del periodo Heian. È stata costretta a tornare indietro dopo che suo padre ha avuto un altro trasferimento di lavoro. È nel Giappone di oggi che incontra Kagome Higurashi. I due diventano subito amici. Un giorno, Kagome è assente da scuola e Janis va a controllarla. Subito dopo aver raggiunto il Santuario Higurashi, viene attaccata da un demone e viene quasi uccisa. Janis viene salvata, tuttavia, da un prete oscuro che indossa una maschera magica di nome Sen (o Monaco Sen). Lui le dice che il suo destino si trova dall'altra parte del Pozzo del Mangiatore di Ossa. Nel periodo Sengoku, si riunisce con Kagome e gli altri.
Succede qualcosa di strano però. Tocca un frammento di gioiello Shikon e questo si scioglie nel suo corpo. Secondo il monaco Sen, Janis possiede un potere spirituale divino chiamato Kamuitama e dice di essere la figlia di Kamui. Il frammento all'interno di Janis non è rilevabile nemmeno da Kagome. Janis si unisce agli altri nella ricerca per restituire il Kamuitama a colui che lo possedeva in precedenza, un dio noto come Datara. Solo allora potrà rimuovere il frammento e liberarsi del grande potere che la rende un bersaglio per i demoni.

## PERSONAGGI
•Janis: una ragazza umana dell'era moderna che diventa amica di Kagome nel gioco. Janis è un'americana e forse la reincarnazione della moglie del dio Datara, poi la reincarnazione di Tsugumi e la figlia semidio di Datara nel periodo Heian. Quando Kagome è assente da scuola, Janis va al santuario di Higurashi per visitare Kagome dove viene attaccata da un demone che emerge dal Pozzo del Mangiatore di Ossa. Salvata dal misterioso Monaco Sen, Janis segue il suo consiglio di recarsi nell'era feudale attraverso il pozzo e cercare Kagome. Dopo essere passata, incontra Kagome e i suoi amici. Una volta che tocca un frammento del sacro Gioiello delle Quattro Anime, questo si fonde con il suo corpo e risveglia i suoi poteri Kamui intrinseci. Accetta di accompagnarli nel loro viaggio finché non sarà in grado di rimuovere il frammento del gioiello dal suo corpo.
•Lord Gorai: il famigerato Signore delle Terre del Nord. È un potente mezzo demone gatto che cercò la maschera del demone 500 anni prima della trama principale e usò la maschera per controllare il dio Datara. Dopo un incontro con il gruppo di InuYasha, Gorai garantisce loro un passaggio sicuro attraverso le montagne.
•Kagome Higurashi: Kagome Higurashi è un essere umano che diventa amico di Janis. Aveva vissuto nel Santuario Higurashi finché Janis, Inuyasha, Miroku, Sango e Shippo non intrapresero il viaggio per rimuovere lo Shikon Jewel Shard dal corpo di Janis. Essendo la reincarnazione della sacerdotessa Kikyō del periodo Sengoku, è un'abile arciera e nutre sentimenti romantici per Inuyasha.
•Inuyasha: un mezzo demone nato da madre umana e padre cane-demone, Inuyasha è irascibile e sempre pronto a combattere. A causa dell'impazienza e del carattere irascibile di Inuyasha, gli furono poste addosso le Perle della Sottomissione, permettendo a Kagome di farlo cadere con la faccia pronunciando "seduto". Porta la spada mortale Tetsusagia. Nutre sentimenti sia per Kagome che per il suo ex amore, Kikyo.
•Shippo: Rimasto orfano a causa dei demoni che cercavano frammenti del gioiello Shikon, il giovane demone volpe Shippo ha iniziato a vivere con il gruppo di Inuyasha, vedendoli come una famiglia surrogata. Quando si tratta di combattimento, Shippo non dispone di tecniche efficaci per ferire gli altri, soprattutto a causa della sua età e della sua specie che è per lo più abile nell'inganno per eludere e confondere i nemici.
•Miroku: Miroku è un monaco, il cui lignaggio familiare fu maledetto da Naraku per sopportare la Galleria del Vento finché non rimase nessuno; tutti coloro che hanno la Galleria del Vento prima o poi ne verranno risucchiati. Indegno di un monaco, Miroku è un truffatore e, per la maggior parte, un donnaiolo senza pari; tuttavia, possiede grandi poteri spirituali ed è piuttosto intelligente. Miroku è innamorato di Sango.
•Sango: Sango è uno dei sopravvissuti del Villaggio degli Sventratori di Demoni. Utilizza un boomerang gigante fatto di ossa di demone purificate, noto come Hiraikotsu, come arma principale. Sango è abbastanza ben informata sui demoni, conoscendo una varietà di veleni e tecniche efficaci contro di loro. Ha dei sentimenti per Miroku, ma spesso lo schiaffeggia per le sue azioni lascive.
•Naraku: La mente demoniaca dietro le tragedie, che tormentano i ricordi di Inuyasha, Miroku e Sango. Non disposto a mettere a rischio la propria vita, Naraku raramente appare di persona davanti ai suoi nemici; usa spesso una marionetta demoniaca al suo posto per comunicare con i suoi nemici. Naraku sembra interessato al potere Kamui che Janis possiede.

## GIOCO
Secret of the Divine Jewel ha un sistema di battaglia a turni, in cui ogni personaggio del gruppo del giocatore effettua un turno attaccando, proteggendo, usando oggetti o scappando. Ha anche un sistema di sviluppo del personaggio, in cui i personaggi acquisiscono esperienza per salire di livello e diventare più potenti. Quando non combatte, il giocatore è libero di vagare per la mappa o continuare con la storia e passare all'obiettivo successivo.

## RECENSIONI
Il gioco ha ricevuto "recensioni generalmente sfavorevoli" secondo l'aggregatore di recensioni di videogiochi Metacritic.[2] IGN ha assegnato al gioco un punteggio di 4/10. Hanno criticato il gioco per essere uno spudorato insulto ai fan dello show originale e per l'attenzione al personaggio originale Janis, sebbene ne abbiano elogiato la grafica e la trama.